# Portageville
Portageville és una població dels Estats Units a l'estat de Missouri. Segons el cens del 2000 tenia 3.295 habitants.

## Demografia
Segons el cens del 2000, Portageville tenia 3.295 habitants, 1.335 habitatges, i 890 famílies. La densitat de població era de 636,1 habitants per km².
Dels 1.335 habitatges en un 33,3% hi vivien nens de menys de 18 anys, en un 46,4% hi vivien parelles casades, en un 17,3% dones solteres, i en un 33,3% no eren unitats familiars. En el 29,6% dels habitatges hi vivien persones soles el 15,1% de les quals corresponia a persones de 65 anys o més que vivien soles. El nombre mitjà de persones vivint en cada habitatge era de 2,43 i el nombre mitjà de persones que vivien en cada família era de 3,02.
Per edats la població es repartia de la següent manera: un 27,3% tenia menys de 18 anys, un 9,3% entre 18 i 24, un 26,4% entre 25 i 44, un 20,9% de 45 a 60 i un 16,2% 65 anys o més.
L'edat mediana era de 37 anys. Per cada 100 dones de 18 o més anys hi havia 77,4 homes.
La renda mediana per habitatge era de 26.729 $ i la renda mediana per família de 35.913 $. Els homes tenien una renda mediana de 31.325 $ mentre que les dones 20.735 $. La renda per capita de la població era de 15.114 $. Entorn del 21,4% de les famílies i el 27% de la població estaven per davall del llindar de pobresa.

## Poblacions properes
El següent diagrama mostra les poblacions més properes.